# Leposternon mineiro
Leposternon mineiro — вид плазунів з родини амфісбенових (Amphisbaenidae). Ендемік Бразилії. Описаний у 2018 році.

## Поширення і екологія
Leposternon mineiro відомі з типової місцевості, розташованої в муніципалітеті Жуан-Піньєйру в штаті Мінас-Жерайс. Вони живуть в саванах серрадо.